# Hipolit (imię)
Hipolit – imię męskie pochodzenia greckiego. Wywodzi się od słowa Hippólytos oznaczającego „powozić koniem”, „mający rozpędzone konie”.
Hipolit imieniny obchodzi: 3 lutego, 20 marca, 13 sierpnia, 22 sierpnia i 21 września.

## Odpowiedniki w innych językach
- esperanto: Hipolito[1]

## Znane osoby noszące imię Hipolit
- antypapież Hipolit
- Hipolit (arcybiskup gnieźnieński)
- Hipolit Cegielski (1813–1868) – polski filolog, przemysłowiec, działacz społeczny, dziennikarz i polityk
- Hipolit Cieszkowski – inżynier, budowniczy linii kolejowych w Polsce
- Paul Delaroche (właśc. Hippolyte Delaroche, 1797–1856) – francuski malarz, przedstawiciel akademizmu w sztuce
- Hipolit Duljasz (1911–1996) – funkcjonariusz organów bezpieczeństwa PRL, dyrektor Centralnego Zarządu Więziennictwa MSW w latach 1955–1956, dyrektor Departamentu VI MBP (Departament Więziennictwa) w latach 1951–1954
- Hipolit Gibiński (1895–1940) – doktor nauk medycznych, major służby zdrowia Wojska Polskiego, ofiara zbrodni katyńskiej
- Hipolit Lipiński – malarz
- Hipolit Łossowski – pilot balonów sterowych, pułkownik Wojska Polskiego
- Hipolit Oladowski – powstaniec listopadowy, weteran wojny amerykańsko-meksykańskiej, pułkownik wojsk Konfederacji
- Hipolit Orgelbrand – księgarz
- Hipolit Rościszewski  – pedagog i działacz społeczny
- Hipolit Wawelberg  – finansista i działacz społeczny
- Hipolit Wójcicki – polski aktor i reżyser teatralny
- Lazare Hippolyte Carnot – francuski polityk i pisarz